# Siedliszek dwubarwny
Siedliszek dwubarwny (Tritomegas bicolor) – gatunek owada z rzędu pluskwiaków. Żyje głównie na roślinach z rodziny wargowych. Długość ciała 6-8 mm. Zimują owady dorosłe. Nowe pokolenie pojawia się w lipcu.